# Capo Cort Adelaer

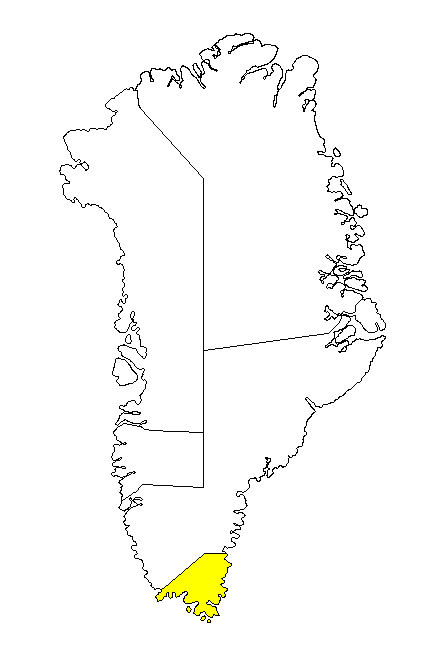
Comune di Kujalleq, dove si trova il Capo Cort Adelaer

Il capo Cort Adelaer (o Kap Cort Adelaer) è un capo della Groenlandia. Si trova nella Costa di Re Federico VI e si protende nell'Oceano Atlantico, 100 km a sud di Timmiarmiut; appartiene al comune di Kujalleq.